# Everybody knows (John Legend)
Everybody Knows is een nummer van de Amerikaanse R&B Zanger John Legend. Het nummer is afkomstig van zijn derde album Evolver. De single kwam uit in november 2008, als tweede single van het album. Voorganger Green Light bleef in de tipparade steken, maar Everybody Knows kwam, met behulp van een Alarmschijf van Radio 538, wel in de Nederlandse Top 40 terecht.

## Informatie
Everybody Knows is een liefdesliedje over een stukgelopen relatie. De vrouw heeft inmiddels iemand anders gevonden, maar de man is er nog niet overheen. Hij zingt dat niemand echt weet hoe je om moet gaan met een relatie, terwijl iedereen doet alsof ze het wel weten ("'Cause everybody knows, but nobody really knows").
Na Greenlight was er wat onduidelijkheid over wat de tweede uitgebrachte single was geworden. In de Verenigde Staten werd If You're Out There uitgebracht, waarna gedacht werd dat dat hier ook het geval zou zijn. Later bleek echter gekozen te zijn voor Everybody Knows. If You're Out There zal waarschijnlijk de derde single worden.
Voor het nummer is nog geen videoclip gemaakt. Ook hitsucces in andere landen dan Nederland ontbreekt vooralsnog.

## Hitnotering
| Everybody Knows in de Nederlandse Top 40 - binnen: 22 november 2008 | Everybody Knows in de Nederlandse Top 40 - binnen: 22 november 2008 | Everybody Knows in de Nederlandse Top 40 - binnen: 22 november 2008 | Everybody Knows in de Nederlandse Top 40 - binnen: 22 november 2008 | Everybody Knows in de Nederlandse Top 40 - binnen: 22 november 2008 | Everybody Knows in de Nederlandse Top 40 - binnen: 22 november 2008 | Everybody Knows in de Nederlandse Top 40 - binnen: 22 november 2008 | Everybody Knows in de Nederlandse Top 40 - binnen: 22 november 2008 | Everybody Knows in de Nederlandse Top 40 - binnen: 22 november 2008 | Everybody Knows in de Nederlandse Top 40 - binnen: 22 november 2008 | Everybody Knows in de Nederlandse Top 40 - binnen: 22 november 2008 |
| Week                                                                | 1                                                                   | 2                                                                   | 3                                                                   | 4                                                                   | 5                                                                   | 6                                                                   | 7                                                                   | 8                                                                   | 9                                                                   | 10                                                                  |
| ------------------------------------------------------------------- | ------------------------------------------------------------------- | ------------------------------------------------------------------- | ------------------------------------------------------------------- | ------------------------------------------------------------------- | ------------------------------------------------------------------- | ------------------------------------------------------------------- | ------------------------------------------------------------------- | ------------------------------------------------------------------- | ------------------------------------------------------------------- | ------------------------------------------------------------------- |
| Nummer                                                              | 28                                                                  | 19                                                                  | 15                                                                  | 15                                                                  | 10                                                                  | 10                                                                  | 18                                                                  | 25                                                                  | 30                                                                  | uit                                                                 |